# Virginia Bottomley, Baroness Bottomley of Nettlestone

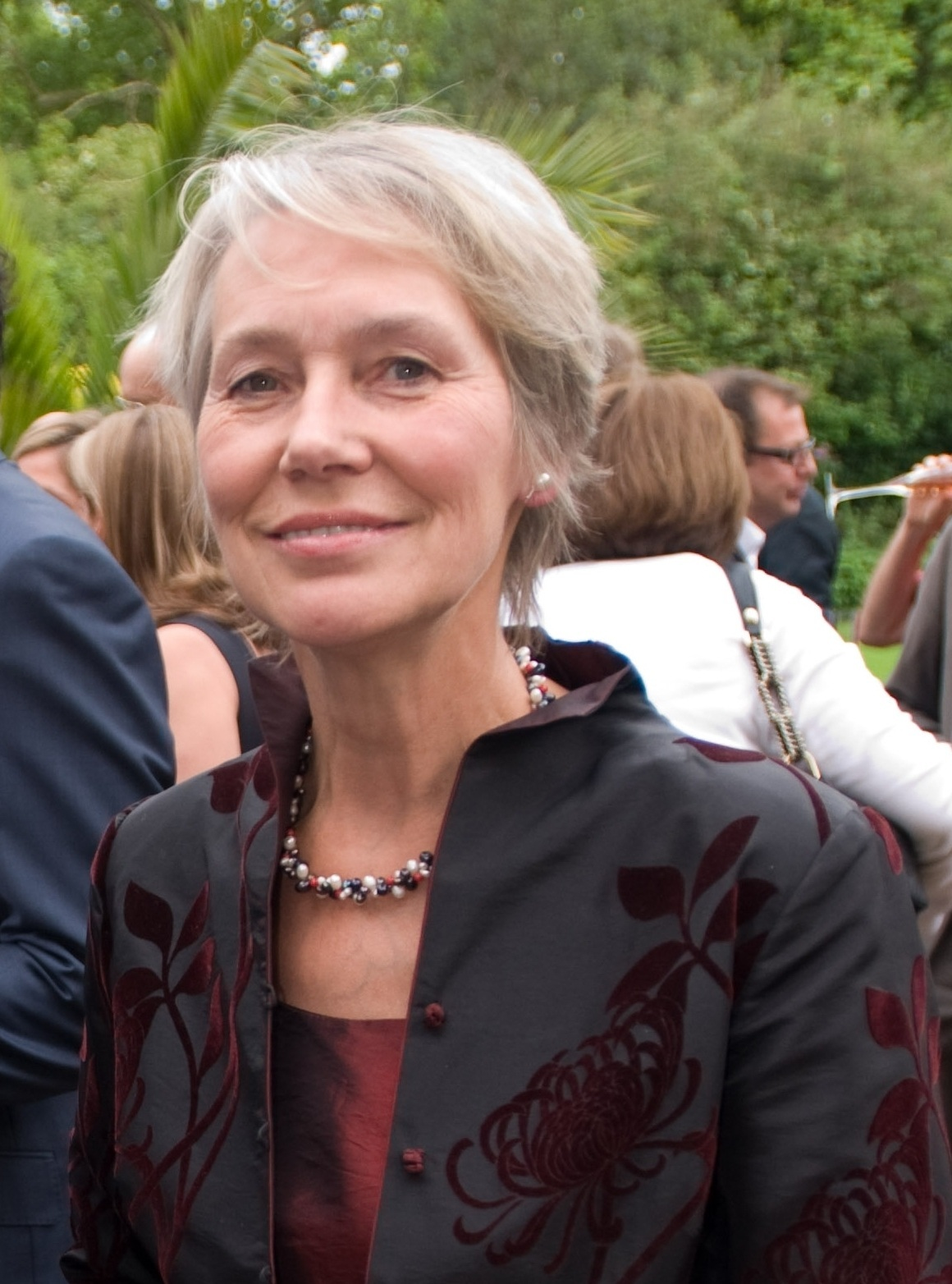
Virginia Bottomley (2011)

Virginia Hilda Brunette Maxwell Bottomley, Baroness Bottomley of Nettlestone PC, DL, geborene Garnett (* 12. März 1948 in Dunoon, Schottland) ist eine britische Politikerin der Conservative Party und Life Peer.

## Leben und Karriere
Bottomley wurde als Tochter von W. John Garnett, dem früheren Direktor der damaligen 
The Industrial Society, und Barbara Rutherford-Smith, einer Lehrerin und gewähltem Mitglied der Schulaufsichtsbehörde von Inner London, geboren.
Ihre Tante väterlicherseits war Peggy Jay.
Sie besuchte die Putney High School im Londoner Stadtteil Putney und die University of Essex, bevor sie ihren Master an der London School of Economics machte. Von 1971 bis 1984 war Bottomley als Sozialwissenschaftlerin tätig. Von 1975 bis 1984 war Bottomley als Friedensrichterin im Stadtbezirk Inner London tätig. Von 1981 bis 1984 war sie Präsidentin (Chairman) des Jugendgerichts im Londoner Stadtbezirk Lambeth. In dieser Zeit arbeitete sie auch als Sozialarbeiterin.
Bottomley trat bei der Wahl 1983 für das House of Commons für den Bezirk Isle of Wight erfolglos an. Von 1984 bis 2005 war sie dort Abgeordnete für die Konservativen des Wahlkreises South West Surrey, nachdem sie 1984 in einer Nachwahl gewählt worden war. Sie hatte mehrere Positionen als Parlamentarische Staatssekretärin inne. Von 1985 bis 1986 übte sie dieses Amt im Ministerium für Erziehung und Wissenschaft (Department of Education and Science) aus. Von 1986 bis 1987 war sie Staatssekretärin bei der Overseas Development Administration (ODA), anschließend von 1987 bis 1988 im Foreign and Commonwealth Office. Von 1988 bis 1989 war sie Parlamentarische Staatssekretärin im Umweltministerium (Department of Environment) und von 1989 bis 1992 Staatsministerin im Gesundheitsministerium (Department of Health).
Von 1992 bis 1995 war sie in der Regierung von Premierminister John Major als Gesundheitsministerin (Secretary of State for Health) tätig. Von 1995 bis 1997 war sie anschließend Ministerin im Ministerium für die Pflege von Denkmälern und historischen Bauwerken (Department for National Heritage).
Nach der Parlamentswahl 1997 war sie als Hinterbänklerin weiterhin Abgeordnete im Parlament. Von 1997 bis 1999 war sie Mitglied im Foreign Affairs Select Committee. Bottomley arbeitete in dieser Zeit als Headhunter in den Bereichen der Öffentlichen Wohlfahrt und der Öffentlichen Verwaltung. Bei der Wahl 2005 trat sie nicht wieder an.
Sie wird der Gruppe der „One Nation“-Konservativen zugeordnet, dem linken Flügel ihrer Partei. Sie ist Mitglied auf Lebenszeit der Tory Reform Group. 2007 gehörte sie zu den Unterzeichnern eines Briefes zur Unterstützung des früheren Chief Executive Officer des Mineralölkonzerns BP John Browne, Baron Browne of Madingley.

## Mitgliedschaft im House of Lords
Bottomley wurde am 24. Juni 2005 zum Life Peer als Baroness Bottomley of Nettlestone, of St Helens in the County of Isle of Wight erhoben. Zu ihren politischen Interessengebieten zählt Bottomley Gesundheitsfragen, das Universitätswesen, die Reform des Strafvollzugs, Pluralismus, Wirtschaftspolitik, Gesetzesreformen sowie Kinder- und Familienpolitik.

## Ämter und Ehrungen
Die Politikerin übt zahlreiche weitere Ämter aus. Seit 1985 ist Bottomley Mitglied im Verwaltungsrat (Court of Governors) der London School of Economics. 1987 war Bottomley Treuhänderin und Fellow des Industry and Parliament Trust. Von 1987 bis 1988 war sie Direktorin der Mid Southern Water Company. Seit 1991 ist sie Mitglied des Aufsichtsrates der Ditchley Foundation, die internationale Beziehungen fördert. Von 1997 bis 2000 war Bottomley stellvertretende Vorsitzende des British Council und Mitglied des dortigen Aufsichtsrates. Sie war Gründungsmitglied des Verwaltungsrates der University of the Arts London. Dem Rat gehörte sie von 2000 bis 2006 an. Seit 2000 ist sie Mitglied des Aufsichtsrates von AkzoNobel. Seit 2004 ist sie Laiengeistliche der Kathedrale von Guildford. Seit 2005 ist sie stellvertretende Kanzlerin (Pro-Chancellor) der University of Surrey. 2006 wurde sie zur Kanzlerin der University of Hull gewählt und ins Amt eingeführt, als Nachfolgerin von Robert Armstrong, Baron Armstrong of Ilminster. Seit 2006 ist sie unabhängige Treuhänderin (independent trustee) bei The Economist. Seit 2007 ist sie Non-Executive Director von Bupa.
Bottomley ist Mitglied im Beirat der International Chamber of Commerce und der Judge School of Management in Cambridge. Sie ist Präsidentin der Abbeyfield Society. Sie ist stellvertretende Schirmherrin der Hilfsorganisation Carers.org und der Organisation Cruse Bereavement Care. Außerdem gehört sie dem Prince of Wales International Business Leaders Forum an.
Aktuell (Stand: Januar 2010) ist sie Vorsitzende des Board Practice von Odgers Berndtson, einer bekannten britischen Personalberatungsfirma.
Sie erhielt mehrere Ehrungen und Auszeichnungen. 1989 wurde sie Freeman der Stadt London. In den Privy Council wurde sie 1992 aufgenommen. Seit 2006 ist sie Deputy Lieutenant von Surrey.

## Familie
Bottomley ist seit 1967 mit Peter Bottomley verheiratet, der seit 1975 Abgeordneter ist. Sie leben in Milford, Surrey. Sie haben einen Sohn und zwei Töchter.
Ihr Bruder, Christopher Garnett, ist ehemaliger Vorstandsvorsitzender der Great North Eastern Railway (GNER). Peter Jay, der ehemalige britische Botschafter in den USA, ist Bottomleys Cousin. Julian Hunt, Baron Hunt of Chesterton, Matthew Oakeshott, Baron Oakeshott of Seagrove Bay und Michael Jay, Baron Jay of Ewelme, der ehemalige britische Botschafter in Frankreich, sind ebenfalls Bottomleys Cousins. Ihre Stiefmutter ist Dame Julia Cleverdon.